# Una temporada en el infierno (poema)
Una temporada en el infierno (Une saison en enfer, en francés) es un largo poema en prosa escrito alrededor de 1873 por el poeta francés Arthur Rimbaud. Es la única obra publicada por Rimbaud personalmente e incluso, dada la escasa difusión de la misma y el posterior abandono de la literatura, se piensa que la escribió para sí. Recurrió a un impresor inglés para que le publicara cien copias de las cuales repartió unas seis entre algunos amigos (entre quienes está Verlaine) y el resto fueron dejadas en el sótano de la editorial. El resto de la edición fue encontrado a principios del siglo XX por un crítico francés.
Se trata de una obra fundamental de la literatura, rescatada y valorada con posterioridad. Se pueden apreciar como hipotextos La Divina Comedia, La Biblia o Fausto.

## Trasfondo
De acuerdo con varias fuentes, la primera estadía de Rimbaud en Londres, desde finales de 1872 hasta principios de 1873, lo convirtió de un inhalador de hachís a un asiduo fumador de opio. Según el biógrafo Graham Robb, esta es la razón por la cual este poema es tan difícil de comprender. Existe un marcado contraste entre el nivel alucinógeno del segundo capítulo del poema, Mala sangre, y cualquier otro poema de Rimbaud, incluso en los que estaba completamente dominado por el hachís. El tercer capítulo, Noche del infierno, muestra un gran refinamiento en su sensibilidad. Las dos secciones del capítulo cuarto aplican este refinamiento para narrar sus confesiones personales y profesionales. Finalmente (a la edad de 19), Rimbaud empieza a pensar en su futuro; el capítulo introductorio sería el resultado de esta fase.
Cabe destacar que no se trata de una obra de carácter automático o espontáneo, como lo prueban los manuscritos y cartas en que el autor sostiene la dificultad de dicho proyecto. Se sostiene que el poema comenzó a ser gestado hacia mediados de 1872, según testimonio una carta de Rimbaud en que señala estar trabajando desde Charleville ("Charlestown" en la carta) en un "Libro Negro o Libro pagano" a su amigo Ernest Delahaye. La redacción fue proseguida en los continuos viajes que mantuvo con Paul Verlaine a lo largo de 1873. Sin embargo, una vez sufrido el drama de Bruselas (junio 1873), el autor vuelve a la granja familiar de Roche en Charleville (Ardennes, Francia) a terminar definitivamente su obra tal como hoy se conoce. La obra está fechada por el propio Rimbaud entre "abril-agosto de 1873".[cita requerida]

## Formato y secciones de la obra
El poema está dividido en 8 partes, una de las cuales se subdivide en dos más (Delirios I y II). Cada una se diferencia marcadamente de las otras por aspectos tales como el tono o la comprensión narrativa, sin embargo, se puede percibir una continuidad argumental dada por un "Yo" poético que presenta sus experiencias.
- Introducción —  Sección de tipo liminar, sin título (*****) . Expone la condenación del narrador e introduce la historia como «unas páginas de mi diario de condenado». La mayoría de los críticos sostiene que fue escrito a posteriori, una vez terminado el poema. De allí que la alusión al "último "cuac" " aludiría al drama de Bruselas cuando Verlaine disparó a Rimbaud.
- Mala sangre — Habla de las raíces galas del narrador y de su influencia en su moralidad y su estado de ánimo. Este capítulo es la puerta a los tres fracasos de Rimbaud, que serán descritos a continuación.
- Noche del infierno — Describe el momento de la muerte del narrador y su entrada en el infierno.
- 'Delirios I: La Virgen necia - El Esposo infernal" - Esta sección presenta un diálogo entre dos personajes: la Virgen necia ("follé" en francés puede ser necia o loca), personaje que alude a la parábola bíblica de las vírgenes necias que pierden el banquete junto al Señor, y el Esposo Infernal, creación original del joven poeta que se puede relacionar con aquel "Yo" presente en el resto de las secciones. Hoy en día, se sostiene que ambos personajes corresponden a Verlaine y Rimbaud, respectivamente. De esta forma, el pasaje en cuestión puede considerarse como testimonio de la vida de pareja entre estos dos grandes artistas entre 1872 y 1873.
- Delirios II: Alquimia del verbo — Aquí el narrador nos explica sus antiguas teorías estéticas y las muestra como falsas esperanzas y sueños rotos. Es la única sección que intercala la prosa poética con el verso (se trata de una serie de poemas realizados en su mayoría previamente, esto es en la primavera de 1872).
- Lo imposible — Esta sección es muy poco explicativa; pero mediante la narración de un fallido intento por escapar del infierno, el narrador nos muestra el fracaso de sus teorías filosóficas y religiosas, como ya había hecho en la sección anterior con sus teorías estéticas.
- El relámpago — Esta corta sección es también un poco confusa y posee un tono muy fatalista y resignado. El relámpago aparece como la única luz que ilumina el infierno en donde se encuentra el narrador.
- Mañana — Aquí se relata la salida del narrador del infierno, en la que el poeta concluye su estadía en el infierno y se muestra al fin una luz al final del túnel.
- Adiós — Esta sección alude a un cambio de estación de otoño a primavera. Parece que el "Yo" de la obra asiste al triunfo de una cierta materialidad, de la rutina y la vida cotidiana misma. El narrador parece haberse hecho más seguro y fuerte tras su viaje en el infierno.

## Traducciones al español
- Temporada de infierno. Traducción de José Ferrel. Nota de Luis Cardoza y Aragón. Revista Taller n.º 4, México D. F., julio 1939, pp. 3-37.
- Una temporada en el infierno. Versión española de José Ferrel. México D. F.: Editorial Séneca, junio 1942. 72 pp. (Colección El Clavo Ardiendo; 6).
- Una temporada en el infierno. Traducción de Francisco Tuero (seudónimo de Gabriel Celaya). San Sebastián: Cuadernos de Poesía Norte - Gráfico-Editora S. L., 1948. 58 pp.
- Iluminaciones de Rimbaud. Traducción de Alfredo Terzaga. Córdoba: Editorial Assandri, 1951. Reed. 1955, 1960.
- Una temporada en el infierno. Traducción de Pablo Simón. Buenos Aires: Editorial Poseidón, 1951. 114 pp. (Colección Los Raros; 6).
- Una temporada en el infierno. Prólogo («Imagen de Arthur Rimbaud») y traducción de Nydia Lamarque. Buenos Aires: Editorial Guillermo Kraf Limitada, 1959. 157 pp.
- Una temporada en el infierno. Prólogo y traducción de Oliverio Girondo y Enrique Molina (poeta). Buenos Aires: Compañía General Fabril Editora, 1959. 81 pp. (Serie Los Poetas). Segunda Edición: Buenos Aires: EDICOM S. A., 1970. 89 pp. Tercera edición: Buenos Aires: Editorial Argonauta, 2013. 88 pp. [Incluye: «Declaración de los surrealistas en desagravio a Rimbaud» (1927)].
- Iluminaciones. Una Temporada en el Infierno. Versión española de Raúl Gustavo Aguirre. Carátula de Vincent van Gogh. Buenos Aires: Centro Editor de América Latina, 1969. 83 pp. (Biblioteca Básica Universal; 37).
- Una temporada en el infierno. Introducción y traducción de Gabriel Celaya. Prólogo de Jacques Rivière. Madrid: Visor Libros, 1972. 93 pp. (Colección Visor de Poesía; 1). 2.ª edición: Visor, 1979. 3.ª edición: Visor, 1984. ISBN 84-7522-001-0
- Una temporada en el infierno. Traducción de Marco Antonio Campos. México D. F.: Premiá Ediciones, 1979. Segunda edición: México D. F.: Ediciones Coyoacán, 1994-1995.
- Una Temporada en el Infierno. Las Iluminaciones. Versión del Taller de Traducción de Monte Ávila Editores (Aura Marina Boadas, Sandra Caula, Julieta Fombona, Amelia Hernández). Edición bilingüe. Caracas: Monte Ávila Editores Latinoamericana, 1998. ISBN 980-0110-43-7
- Una temporada en el infierno. Iluminaciones. Carta del vidente. Traducción de Marco Antonio Campos. Bogotá: Común Presencia Editores, 2005. (Colección Los Conjurados; 11). ISBN 958-97198-7-2
- Obras de Arthur Rimbaud. Selección, estudio, versión y notas de Alfredo Terzaga. Córdoba: Ediciones del Copista - Biblioteca de Estudios Literarios, 2007. 267 pp.
- Una temporada en el infierno. Edición bilingüe. Traducción de Nydia Lamarque. Prólogo de René Char. Buenos Aires: Terramar ediciones, 2010. 128pp. ISBN 978-987-617-095-6
- Una temporada en el infierno. Edición bilingüe. Traducción, prólogo («El sermón del bárbaro») y notas de Miluska Benavides. Lima-Ica: Biblioteca Abraham Valdelomar, diciembre de 2012. 109 pp. (Colección La Fuente Escondida; 4). [Contiene facsimilar de la edición príncipe de Una temporada… publicada en Bruselas en 1873, traducción al español, nota sobre el texto de la primera edición y notas de la traductora sobre el texto versionado].
- Una temporada en el infierno. Iluminaciones. Edición bilingüe. Traducción de Julia Escobar Moreno. Portada de Franz von Stuck, "Lucifer". Madrid: Alianza Editorial, 2014. 256 pp. ISBN 978-84-206-8359-1
- Una temporada en el infierno. Edición bilingüe. Traducción, introducción («Rimbaud, de nuevo») y notas de Sergio Andrés Salgado Pabón. Medellín: Fallidos Editores, 2021. 193 pp. (Colección Babel Biblioteca Bilingüe).